# 김영식 (1967년)
김영식(1967년 ~ )은 대한민국 대통령비서실 민정수석실 법무비서관이다.

## 학력
- 송원고등학교 졸업
- 연세대학교 행정학 학사

## 경력
- 1998년 : 제40회 사법시험 합격
- 2001년 : 제30기 사법연수원 수료
- 2001년 2월 ~ 2004년 2월 : 광주지방법원 판사
- 2004년 2월 ~ 2005년 2월 : 광주지방법원 목포지원 판사
- 2005년 2월 ~ 2008년 2월 : 수원지방법원 안산지원 판사
- 2008년 2월 ~ 2010년 2월 : 서울남부지방법원 판사
- 2010년 2월 ~ 2012년 2월 : 서울행정법원 판사
- 2012년 2월 ~ 2014년 2월 : 서울남부지방법원 판사
- 2014년 2월 ~ 2016년 2월 : 서울고등법원 판사
- 2016년 2월 ~ 2018년 2월 : 광주지방법원 부장판사
- 2018년 2월 ~ 2019년 2월 : 인천지방법원 부장판사
- 2019년 3월 : 법무법인 지평 파트너변호사
- 2019년 5월 ~ 2021년 4월 : 대통령비서실 민정수석실 법무비서관
- 2021년 7월 ~ : 법무법인(유한) 광장 변호사
- 2022년 1월 ~ 2022년 5월 : 대통령비서실 민정수석비서관